# Luis Ernesto Pérez Martínez
Luis Ernesto Pérez (15 de marzo de 1989,  Moctezuma, Sonora México) es un futbolista mexicano. Juega de Mediocampista y su club actual es el Atlético La Paz de la Liga de Expansión MX.

## Trayectoria

### Necaxa
Surge de las fuerzas básicas del Necaxa, club en el que permanecería durante varios años, sufriendo la pérdida de la categoría en el 2009, los rayos recuperaron de inmediato su lugar en el máximo circuito, sin embargo regresaron al Ascenso MX tras una temporada muy mala, hasta el momento Necaxa es de la Primera División de México.

### Cimarrones Sonora
El 11 de junio del 2015, en el draft del Ascenso MX, se anuncia su traspaso a la franquicia de expansión Cimarrones de Sonora.

### Clubes
| Club                 | País   | Año             | Partidos | Goles |
| -------------------- | ------ | --------------- | -------- | ----- |
| Necaxa               | México | 2008 - 2015     | 145      | 4     |
| Cimarrones de Sonora | México | 2015 - 2016     | 30       | 3     |
| Lobos BUAP           | México | 2016 - 2017     | 42       | 3     |
| Necaxa               | México | 2017 - 2020     | 49       | 7     |
| Atlético Morelia     | México | 2020 - Presente | 73       | 7     |

#### Estadísticas
La siguiente tabla detalla los encuentros disputados y los goles marcados en los clubes en los que ha militado.
| Necaxa · México | 2.ª                 | 2009/10             | 12  | 1  | -  | - | - | - | 12  | 1  |
| Necaxa · México | 2.ª                 | 2011/12             | 21  | 0  | -  | - | - | - | 21  | 0  |
| Necaxa · México | 2.ª                 | 2012/13             | 32  | 1  | 2  | 0 | - | - | 34  | 1  |
| Necaxa · México | 2.ª                 | 2013/14             | 30  | 1  | 2  | 0 | - | - | 32  | 1  |
| Necaxa · México | 2.ª                 | 2014/15             | 17  | 0  | 12 | 0 | - | - | 29  | 0  |
| Necaxa · México | 1.ª                 | 2008/09             | 2   | 0  | -  | - | - | - | 2   | 0  |
| Necaxa · México | 1.ª                 | 2010/11             | 15  | 1  | -  | - | - | - | 15  | 1  |
| Necaxa · México | 1.ª                 | 2017/18             | 19  | 4  | 8  | 2 | - | - | 27  | 6  |
| Necaxa · México | 1.ª                 | 2018/19             | 8   | 1  | 7  | 0 | - | - | 15  | 1  |
| Necaxa · México | 1.ª                 | 2019/20             | 3   | 0  | 4  | 0 | - | - | 7   | 0  |
| Necaxa · México | 1.ª                 | Total               | 159 | 9  | 35 | 2 | - | - | 194 | 11 |
| Cimarrones de Sonora · México | 2.ª                 | 2015/16             | 30  | 3  | -  | - | - | - | 30  | 3  |
| Cimarrones de Sonora · México | 2.ª                 | Total               | 30  | 3  | -  | - | - | - | 30  | 3  |
| Lobos BUAP · México | 2.ª                 | 2016/17             | 39  | 3  | 3  | 0 | - | - | 42  | 3  |
| Lobos BUAP · México | 2.ª                 | Total               | 39  | 3  | -  | - | - | - | 42  | 3  |
| A. Morelia · México | 2.ª                 | 2020/21             | 36  | 2  | -  | - | - | - | 36  | 2  |
| A. Morelia · México | 2.ª                 | 2021/22             | 37  | 5  | -  | - | - | - | 37  | 5  |
| A. Morelia · México | 2.ª                 | Total               | 73  | 7  | -  | - | - | - | 73  | 7  |
| Total en su carrera | Total en su carrera | Total en su carrera | 301 | 24 | 38 | 2 | - | - | 339 | 26 |
| (1) Incluye datos de la Liga de Ascenso de México (2009-2016) y Primera División de México (2008-presente) (2) Incluye datos de la Copa México (2012- presente). |                     |                     |     |    |    |   |   |   |     |    |

## Palmarés

### Títulos nacionales
| Título                          | Club             | País   | Año  |
| ------------------------------- | ---------------- | ------ | ---- |
| Torneo Apertura Liga de Ascenso | Necaxa           | México | 2009 |
| Torneo Bicentenario Ascenso     | Necaxa           | México | 2010 |
| Campeón de Ascenso              | Necaxa           | México | 2010 |
| Torneo Apertura Ascenso MX      | Necaxa           | México | 2014 |
| Torneo Clausura Ascenso MX      | Lobos BUAP       | México | 2017 |
| Campeón de Ascenso              | Lobos BUAP       | México | 2017 |
| Copa MX                         | Necaxa           | México | 2018 |
| SuperCopa MX                    | Necaxa           | México | 2018 |
| Liga de Expansión MX            | Atlético Morelia | México | 2022 |